# Pérou aux Jeux olympiques d'été de 2012
Le Pérou participe aux Jeux olympiques d'été de 2012 à Londres, au Royaume-Uni, du 27 juillet au 12 août de cette même année pour sa 17e fois à des Jeux d'été.

## Athlétisme
Les athlètes du Pérou ont jusqu'ici atteint les minima de qualification dans les épreuves d'athlétisme suivantes (pour chaque épreuve, un pays peut engager trois athlètes à condition qu'ils aient réussi chacun les minima A de qualification, un seul athlète par nation est inscrit sur la liste de départ si seuls les minima B sont réussis), :
hommes
Courses
| Athlète      | Épreuve         | Séries        | Séries | Quarts de finale | Quarts de finale | Demi-finales | Demi-finales | Finale          | Finale |
| Athlète      | Épreuve         | Résultat      | Rang   | Résultat         | Rang             | Résultat     | Rang         | Résultat        | Rang   |
| ------------ | --------------- | ------------- | ------ | ---------------- | ---------------- | ------------ | ------------ | --------------- | ------ |
| Mario Bazan  | 3 000 m steeple | 8 min 51 s 95 | 36e    | NC               | NC               | NC           | NC           | -               | -      |
| Raul Pacheco | Marathon        | NC            | NC     | NC               | NC               | NC           | NC           | 2 h 15 min 35 s | 21e    |

Femmes
Courses
| Athlète         | Épreuve  | Séries   | Séries | Quarts de finale | Quarts de finale | Demi-finales | Demi-finales | Finale               | Finale |
| Athlète         | Épreuve  | Résultat | Rang   | Résultat         | Rang             | Résultat     | Rang         | Résultat             | Rang   |
| --------------- | -------- | -------- | ------ | ---------------- | ---------------- | ------------ | ------------ | -------------------- | ------ |
| Wilma Arizapana | Marathon | NC       | NC     | NC               | NC               | NC           | NC           | 2 h 35 min 09 s      | 55e    |
| Ines Melchor    | Marathon | NC       | NC     | NC               | NC               | NC           | NC           | 2 h 28 min 54 s (RN) | 25e    |
| Gladys Tejeda   | Marathon | NC       | NC     | NC               | NC               | NC           | NC           | 2 h 32 min 07 s (PB) | 43e    |

## Aviron
Hommes
| Athlète          | Compétition | Séries        | Séries | Repêchage     | Repêchage | Quarts de finale | Quarts de finale | Demi-finales  | Demi-finales         | Finales       | Finales       |
| Athlète          | Compétition | Temps         | Rang   | Temps         | Rang      | Temps            | Rang             | Temps         | Rang                 | Temps         | Rang          |
| ---------------- | ----------- | ------------- | ------ | ------------- | --------- | ---------------- | ---------------- | ------------- | -------------------- | ------------- | ------------- |
| Víctor Aspíllaga | Skiff       | 7 min 13 s 79 | 5e     | 7 min 10 s 54 | 3e        | -                | -                | 7 min 53 s 76 | 2e (Demi-finale E/F) | 7 min 35 s 88 | 3e (Finale E) |

## Badminton
| Athlète                  | Compétition      | Phase de groupe                     | Phase de groupe                        | Phase de groupe  | Phase de groupe | 8e de finale     | Quarts de finale | Demi-finales     | Finale           | Finale |
| Athlète                  | Compétition      | Adversaire Score                    | Adversaire Score                       | Adversaire Score | Rang            | Adversaire Score | Adversaire Score | Adversaire Score | Adversaire Score | Rang   |
| ------------------------ | ---------------- | ----------------------------------- | -------------------------------------- | ---------------- | --------------- | ---------------- | ---------------- | ---------------- | ---------------- | ------ |
| Rodrigo Pacheco Carrillo | Simple messieurs | Lee Hyun-il (KOR) 0-2 (12-21, 7-21) | NC                                     | NC               | 2e              | -                | -                | -                | -                | -      |
| Claudia Rivero           | Simple dames     | Xuerui Li (CHN) 0-2 (5-21, 6-21)    | Carolina Marín (ESP) 0-2 (17-21, 7-21) | NC               | 3e              | -                | -                | -                | -                | -      |

## Haltérophilie
| Athlète             | Compétition | Arraché  | Arraché | Épaulé-jeté | Épaulé-jeté | Total | Rang |
| Athlète             | Compétition | Résultat | Rang    | Résultat    | Rang        | Total | Rang |
| ------------------- | ----------- | -------- | ------- | ----------- | ----------- | ----- | ---- |
| Silvana Saldarriaga | -63 kg      | 75       | 10e     | 97          | 9e          | 172   | 10e  |

## Judo
| Athlète       | Compétition           | 1/32 de finale             | 1/16 de finale      | 1/8 de finale       | Quarts de finale    | Demi-finales        | Repêchage 1         | Repêchage 2         | Finale              | Finale |
| Athlète       | Compétition           | Adversaire Résultat        | Adversaire Résultat | Adversaire Résultat | Adversaire Résultat | Adversaire Résultat | Adversaire Résultat | Adversaire Résultat | Adversaire Résultat | Rang   |
| ------------- | --------------------- | -------------------------- | ------------------- | ------------------- | ------------------- | ------------------- | ------------------- | ------------------- | ------------------- | ------ |
| Mario Póstigo | Moins de 60 kg hommes | Elio Verde (ITA) 0001/0100 | -                   | -                   | -                   | -                   | -                   | -                   | -                   | -      |

## Natation
| Athlète                  | Épreuve          | Séries        | Séries | Demi-finales | Demi-finales | Finale | Finale |
| Athlète                  | Épreuve          | Temps         | Rang   | Temps        | Rang         | Temps  | Rang   |
| ------------------------ | ---------------- | ------------- | ------ | ------------ | ------------ | ------ | ------ |
| Mauricio Fiol            | 200 m papillon   | 1 min 59 s 02 | 25e    | -            | -            | -      | -      |
| Sebastian Jahnsen Madico | 200 m nage libre | 1 min 52 s 36 | 34e    | -            | -            | -      | -      |

| Athlète       | Épreuve          | Séries        | Séries | Demi-finales | Demi-finales | Finale | Finale |
| Athlète       | Épreuve          | Temps         | Rang   | Temps        | Rang         | Temps  | Rang   |
| ------------- | ---------------- | ------------- | ------ | ------------ | ------------ | ------ | ------ |
| Andrea Cedron | 400 m nage libre | 4 min 24 s 18 | 33e    | NC           | NC           | -      | -      |

## Taekwondo
Hommes
| Athlète     | Compétition | Huitièmes de finale    | Quarts de finale    | Demi-finales        | Repêchage 1         | Repêchage 2         | Finale              | Finale |
| Athlète     | Compétition | Adversaire Résultat    | Adversaire Résultat | Adversaire Résultat | Adversaire Résultat | Adversaire Résultat | Adversaire Résultat | Rang   |
| ----------- | ----------- | ---------------------- | ------------------- | ------------------- | ------------------- | ------------------- | ------------------- | ------ |
| Peter López | -68 kg      | Damir Fejzic (SRB) 3-5 | -                   | -                   | -                   | -                   | -                   | -      |

## Tir
| Athlète         | Compétition  | Qualification | Qualification | Finale | Finale |
| Athlète         | Compétition  | Points        | Rang          | Points | Rang   |
| --------------- | ------------ | ------------- | ------------- | ------ | ------ |
| Nicolás Pacheco | Skeet hommes | 109           | 32e           | NC     | NC     |

## Voile
| Athlète(s)     | Compétition  | Régate 1 | Régate 2 | Régate 3 | Régate 4 | Régate 5 | Régate 6 | Régate 7 | Régate 8 | Régate 9 | Régate 10 | Total net | Total net | Medal Race | Total | Rang |
| Athlète(s)     | Compétition  | Score    | Score    | Score    | Score    | Score    | Score    | Score    | Score    | Score    | Score     | Score     | Rang      | Score      | Total | Rang |
| -------------- | ------------ | -------- | -------- | -------- | -------- | -------- | -------- | -------- | -------- | -------- | --------- | --------- | --------- | ---------- | ----- | ---- |
| Paloma Schmidt | Laser Radial | 35       | 30       | 36       | 36       | 30       | 39       | 33       | 41       | 32       | 39        | 310       | 39e       | –          | –     | –    |